# Đông Mai
Đông Mai là một phường thuộc tỉnh Quảng Ninh, Việt Nam.

## Địa lý
Phường Đông Mai nằm ở phía bắc thị xã Quảng Yên, có vị trí địa lý:
- Phía đông giáp phường Minh Thành
- Phía tây giáp thành phố Uông Bí
- Phía nam giáp xã Sông Khoai
- Phía bắc giáp thành phố Hạ Long.

Phường có diện tích 16,83 km², dân số năm 2011 là 6.582 người, mật độ dân số đạt 391 người/km².
Trên địa bàn phường có quốc lộ 18 đi qua.

## Lịch sử
Trước đây, Đông Mai là một xã thuộc huyện Yên Hưng.
Ngày 6 tháng 3 năm 1984, Hội đồng Bộ trưởng ban hành Quyết định 37-HĐBT. Theo đó, tách thôn Khoái Lạc thuộc xã Đông Mai để thành lập xã Sông Khoai.
Sau khi điều chỉnh địa giới hành chính, xã Đông Mai còn lại 3 thôn: Biểu Nghị, Trại Thành, Trại Cọ.
Ngày 25 tháng 11 năm 2011, Chính phủ ban hành Nghị quyết 100/NQ-CP. Theo đó, chuyển huyện Yên Hưng thành thị xã Quảng Yên và thành lập phường Đông Mai trên cơ sở toàn bộ 1.683,47 ha diện tích tự nhiên, 6.582 người của xã Đông Mai.